# Central Mid-Levels Escalator

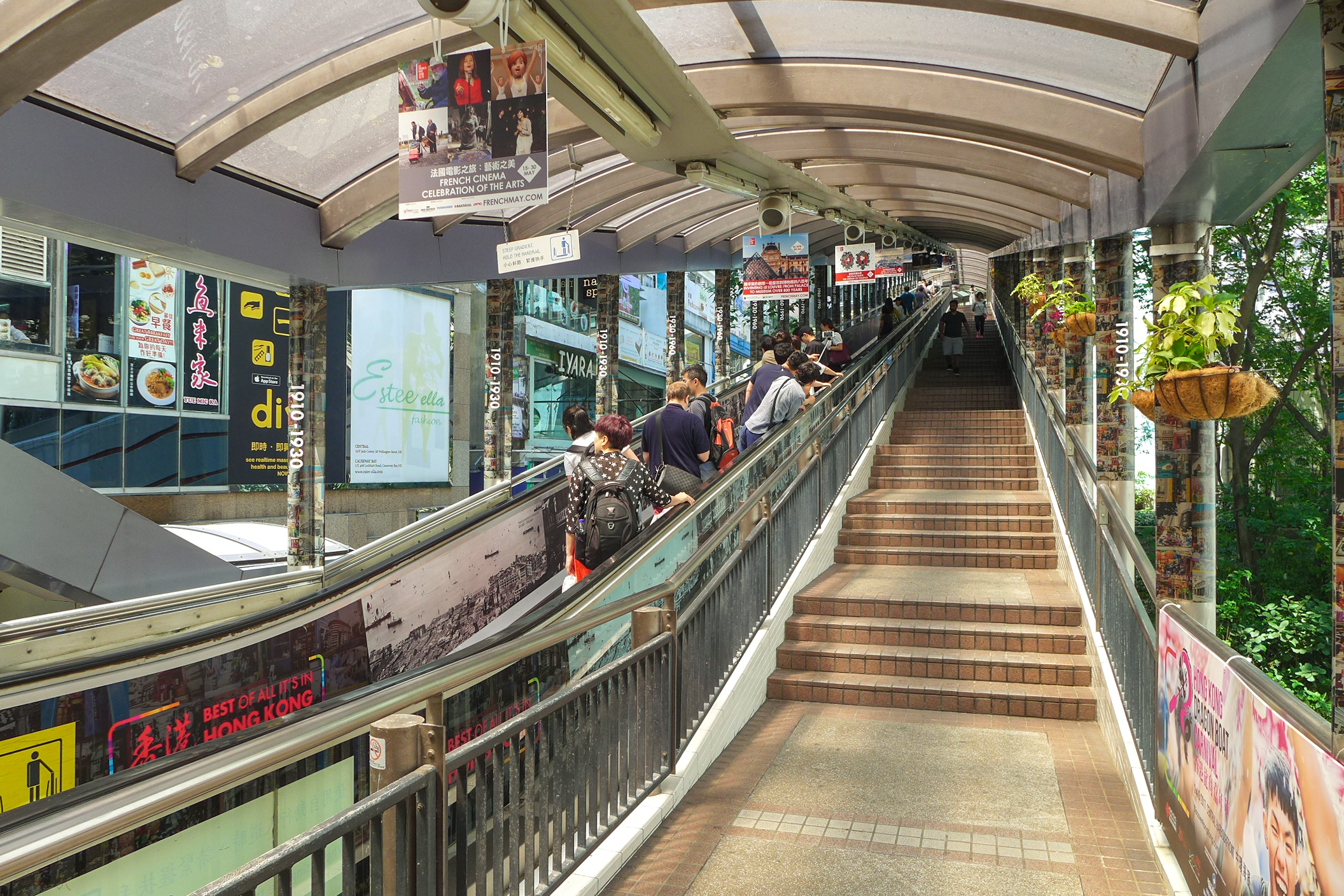
Gehweg neben dem Fahrsteig

Der Central Mid-Levels Escalator (chinesisch 中環至半山自動扶手電梯 / 中环至半山自动扶手电梯, Pinyin Zhōnghuán zhì Bànshān Zìdòng Fúshǒu Diàntī, Jyutping Zung1waan4 zi3 Bun3saan1 Zi6dung6 Fu4sau2 Din6tai1), kurz Central Escalator (中環半山電梯) genannt, ist ein System aus insgesamt 20 hintereinander gestaffelten Rolltreppen und drei Fahrsteigen auf Hong Kong Island in Hongkong. Mit seinen 800 Metern Länge, auf denen es 135 Höhenmeter überwindet, ist es das längste überdachte außenstehende Rolltreppensystem der Welt. Es verbindet die Stadtteile Central (中環區) und Mid-Levels (半山區) im Geschäftszentrum auf Hong Kong Island miteinander.

## Hintergrund
Hong Kong Island reicht vom südchinesischen Meer (Null Meter) bis zum 552 Meter hohen Victoria Peak.
Im Stadtteil Central befindet sich das Finanz- und Geschäftszentrum Hongkongs. Hier finden sich vorwiegend Arbeitsplätze, sowie die Hongkonger U-Bahn-Stationen Central Station und Hong Kong Station, die von vier Linien bedient werden.
Mid-Levels, auf der Hälfte des Victoria Peak über Central gelegen, ist eine Wohngegend, wo viele reiche Hongkonger Bürger, wie beispielsweise Geschäftsleute und Expats sowie hohe Beamte der Stadtregierung leben. 2009 wurde hier der Weltrekord der teuersten Wohnung der Welt aufgestellt (mehr als 102.000 US-Dollar pro Quadratmeter).
Um während der Hauptverkehrszeiten das Verkehrsaufkommen zu mindern und um den für einige beschwerlichen Weg hoch zu den Mid-Levels zu erleichtern, wurde im Oktober 1993 der Central Escalator in Betrieb genommen.

## Nutzung und Struktur
Der Central Escalator darf von allen Personen während der Betriebszeit kostenfrei und unbeschränkt genutzt werden. Er fährt immer nur in eine Richtung.
Von 6 bis 10 Uhr morgens fährt die Rolltreppe von den Mid-Levels hinunter nach Central und von 10:30 bis 24 Uhr fährt sie wieder hinauf. Neben den Rolltreppen verläuft auch ein normaler Gehweg für Personen, die in die andere Richtung wollen. Eine komplette Fahrt dauert etwa 20 Minuten, wenn man nicht, um die Fahrt zu beschleunigen, auf dem Escalator entlanggeht.
Wurde die Zahl der täglichen Nutzer anfänglich auf 27.000 geschätzt, nutzten ihn 2018 täglich über 85.000 Personen. Nach über 20 Jahre Betrieb wird das Rolltreppensystem 2018 in einem Zeitraum von voraussichtlich vier Jahren – bis 2022 – technisch modernisiert.

## Baukosten
Drei Jahre nach der Inbetriebnahme des Systems, am 6. November 1996, veröffentlichte die englischsprachige Hongkonger Zeitung The Standard die Ergebnisse eines Audits zum Projekt. Darin hieß es, dass das Projekt sein angesetztes Budget um 153 % überschritten habe. Statt der ursprünglich berechneten Kosten von 97 Millionen Hongkong-Dollar (etwa 11 Mio. Euro) entstanden Baukosten in Höhe von 245 Millionen Hongkong-Dollar (etwa 28 Mio. Euro).